# 石盤

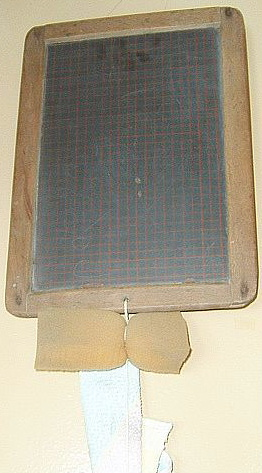
石盤と石盤拭き(1950年以前)

石盤（せきばん）とは、スレートのような硬く平たい岩を薄く切り出した板状の物で、書字用の媒体として利用される。
書字用の石盤は、4x6インチまたは7x10インチのスレート材が、木製の枠に収められた形式を取る。通常、ろう石でできた石筆で文字を書き、布またはスポンジなどの「石盤拭き」と呼ばれる物を使って書いた字を消す。石盤の下部に紐が付いていて、石盤拭きを無くさないように結んである物もある。この形式の石盤が使われるようになった正確な時代は解っていないが、日本には明治初年に初等教育の開始とともに、従来の寺子屋の「筆と紙」に代わる小学校での教材として海外から導入された。
石盤は日本をはじめとする世界中の学校において20世紀初めごろまで使われており、特に田舎や過疎地に設置された複式学級の子供たちが書方や算術を練習するために学校や家で使っていた。また、石盤は商品の配送状況を追跡するために産業労働者によって使われたり、海での地理的な位置を計算するために船員によって使われることもあった。何枚かの石盤を「本」のようにまとめたり、石盤の表面にまっすぐな線をエッチングして整った文字を書くためのガイドにすることもあった。

## 歴史

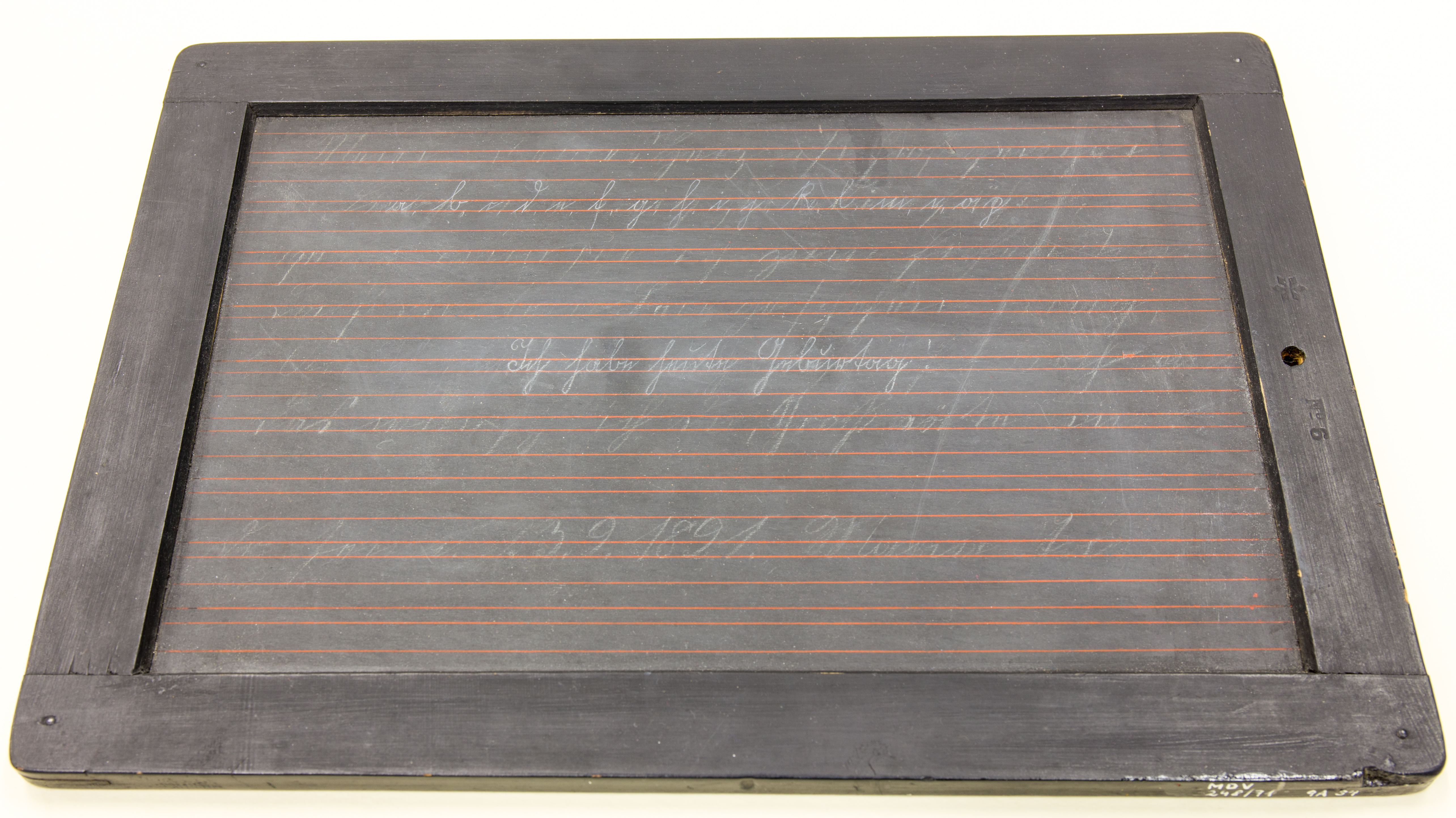
Slate from 1894, used in Berlin, Germany, currently at the Museum Europäischer Kulturen

石盤の正確な起源は明らかではない。その使用への言及は14世紀に見られ、16世紀から17世紀において石盤が使用されていたらしいことを示す証拠が存在する。しかし石盤が盛んに使われるようになるのは18世紀後半のこととなる。当時の海上・陸上輸送の急激な発展に伴い、ウェールズ地方におけるスレートの採石場は段階的に拡大し、ウェールズは実質的にスレート産業の中心地となった（なおウェールズの採石場は1970年代までに衰退するが、採石場の跡地が観光名所となっている）。19世紀においては、石盤は世界のほぼ全ての学校で使用され、スレート産業の中心的な用途となっていた。 20世紀初頭において、教室における学生の第一の道具と言えば石盤であった。しかし1930年代頃より、石盤はより現代的な方法に取って代わられ始めた。しかしながら、石盤は時代遅れにはならなかった。石盤は少数ながら、21世紀においても未だに製造されている。

## スレート材の利用
スレート自体は、書字用に使用されるずっと前から建築材料として使用されていた。屋根材としてのスレートの使用は、少なくとも西暦1世紀から4世紀にかけての古代ローマ時代のウェールズまで遡ることができる。屋根材として使用されるスレートは非常に高品質の石材を使用する必要があった。これは材質が割れやすく、慎重に取り扱わないと破損する可能性があるためである。石盤に使用されるスレートも、薄くする必要があったため、良質の石材を使用する必要があった。スレートはほぼ完全に平らな表面にへき開するため、この品質のスレートを切り出すこと自体は簡単である。ただ、採掘の工程で難しい部分は、キズや割れ目のあるスレートと、良質のスレートとを選り分けることである。適切に選別されたスレートを、必要なサイズに切り出して石盤ができる。天然のスレート材はかなり高価であるが、現在も屋根材として、主に18世紀から19世紀にかけての建造物を修復する用途で使用されている。

## 参照
1. ↑  "Standard Sizes of Blackboard Slate", U.S Department of Commerce: National Bureau of Standards (1966), 3.
2. ↑  Peter Davies, "Writing Slates and Schooling", Australasian Historical Archaeology, Vol. 23 (2005), 63-64.
3. ↑  Davies, 63.
4. ↑  Davies, 64-65 .
5. ↑  Pierport, 11-13.